# ZMODEM
ZMODEM és un protocol de transferència d'arxius amb control i recuperació d'errors. Va ser desenvolupat per Chuck Forsberg. Es va convertir en el protocol més popular a les BBS.
La seva taxa de transferència és a prop del protocol YMODEM-G. Com YMODEM-G, ZMODEM no espera confirmació positiva per cada bloc de dades transmeses, però envia els blocs en ràpida successió. Si una transferència ZMODEM falla o és anul·lada, la transferència es pot reprendre més tard i les dades transmeses anteriorment no són pas reexpedides.
En una terminal Unix, l'ordres sz (per enviar) i rz (per rebre) permeten gestionar el ZMODEM.